# Askersund (đô thị)
Askersund Municipality (Askersunds kommun) là một đô thị ở hạt Örebro ở miền trung Thụy Điển. Thủ phủ là thành phố Askersund.
Đô thị hiện nay được lập năm 1971, khi thành phố Askersund cũ đã được sáp nhập với các đô thị nông nghiệp Hammar và Lerbäck.

## Các đơn vị trực thuộc
- Askersund (thủ phủ)
- Zinkgruvan
- Lerbäck
- Mariedamm
- Åmmeberg
- Åsbro

## Thành phố kết nghĩa
1. (1945) Eura, Phần Lan
2. (1990) Jordanów, Ba Lan